# Ri Szujong
Ri Szujong (hangul: 리수용, handzsa: 李洙墉, RR: Ri Su-yong; 1940. június 15. –) észak-koreai diplomata, 2014 és 2016 között hazája külügyminisztere.

## Pályafutása
A Kim Ir Szen Egyetemen végzett, francia irodalom szakon. Az 1980-as években hazáját képviselte Genfben, az 1990-es években pedig hazája svájci nagyköveteként szolgált. Korábban Észak-Korea afrikai nagykövetségein dolgozott. 2002-ben az irányítási és szervezési osztály tagja lett.
2012 februárjában Kim Dzsongil (Kim Jong-il)-érdemrenddel tüntették ki.
2016. április 20-án váratlanul New Yorkba látogatott.